# Иве, Антонио
Антонио Иве (итал. Antonio Ive; 13 августа 1851, Ровиньо, Истрия — 9 января 1937, Грац, Австрия) — итальянский филолог-романист.

## Биография
Антонио Иве родился 13 августа 1851 года в Ровиньо. Окончил Венский университет, факультет итальянской и классической филологии (1875), после чего преподавал в гимназии в Каподистрии, Тренто, Инсбруке и др., пока в 1893 году не возглавил наконец кафедру итальянского языка и литературы в Грацском университете.
Наиболее важные научные труды Иве связаны с историей и современным состоянием североитальянских диалектов, особенно относящихся к его родной области — Истрии, и с фольклорными памятниками на этих диалектах.
Получил докторскую степень в 1878 году и вскоре после этого начал изучать фольклор, этнологию и изучение истрийской речи.
В 1879 году открыл в Парижской национальной библиотеке XIV века рукопись неаполитанской версии рыцарского романа Фиораванте — весьма важный памятник для истории эпической литературы Италии XV—XVI веков.
На протяжении всей своей жизни его сопровождало ложное убеждение, что истрийский и кварнерский диалекты были восточными ответвлениями ретороманского языка.
Антонио Иве умер 9 января 1937 года в городе Граце.

## Публикации
- «Истрийские народные песни, собранные в Ровиньо» = Canti popolari istriani: raccolti a Rovigno e annotati. — Roma; Torino; Firenze: Ermanno Loescher, 1877. — XXXII, 383 p. — (Canti e racconti del popolo italiano, vol. 5.)  (итал.)
- «Народные рассказы из Ровиньо» = Novelline popolari rovignesi. — Vienna: Coi tipi di Adolfo Holzhausen, 1877. — 32 p. — (Nella raccolta del Comparetti, vol. V)  (итал.)
- «Народные сказки из Ровиньо» = Fiabe popolari rovignesi. — Vienna: A. Holzhausen, 1878. — 26 p.  (итал.)
- Analisi di Franz Miklosich «Ueber die Wanderungen der Rumunen in den dalmatinschen Alpen und den Karpaten» // Romania, 9e année. F. Vieweg, Libraire-Éditeur (Paris, 1880). — SS. 320—328  (нем.)
- «Сборник истрийских пословиц» = Raccolta di proverbi istriani. — Vienna, 1881  (итал.)
- (совместно с Марио Мандалари, Джузеппе Маццатинти) Rimatori napoletani del quattrocento. — Caserta: Premiato Stab. Tip. A. Iaselli, 1885. — 198 p.  (итал.)
- «Древний диалект Крк» = L’antico dialetto di Veglia. // Archivio Glottologico Italiano. — Roma; Torino; Firence: Ermanno Loesher, 1886. — Vol. 9. — P. 115—187  (итал.)
- «Очерки диалекта Ровиньо» = Saggi di dialetto rovignese. — Trieste: Tipografia del Lloyd austro-ungarico, 1888. — 78 p.  (итал.)
- «Истрийские говоры» = Die istrianischen Mundarten. // Vierundvierzigstes Programm des K. K. Staats-Gymnasiums in Innsbruck: Veröffentlicht am Schlusse des Schuljahres. Bd. 44, 1892/93. — Innsbruk: Druck der Wagner’schen Universitäts-Buchdruckerei, 1893. — S. 1—42  (нем.)
  - «Истрийские говоры» = Die istrianischen Mundarten Архивная копия от 31 января 2016 на Wayback Machine. — Wien: Verlag des Verfassers — Druck von Gerold’s Sohn, 1893. — 42, 3 s.  (нем.)
- «Ладино-венетские говоры Истрии» = I dialetti ladino-veneti dell’Istria. — Strasburgo : Karl J. Trübner, 1900. — xxiv, 209 p.  (итал.) (переизд. Bologna, 1975)
- Canti popolari in veglioto odierno. — Bologna : Forni Editore, [1900?]. — 40 p.  (итал.)
- Quarnàro o Carnàro? Quarnéro o Carnèro? Postilla etimologica. — Parenzo: Tipografia Gaetano Coana, 1902. — PP. 9.  (итал.)
- «Народные песни Веллетрии» = Canti popolari Velletrani: con illustrazioni e note musicali. / Pubblicazione incoraggiata dall’I.R. Ministero del Culto e dell’Istruzione. — Roma: E. Loescher & Co. (W. Regenberg), 1907. — xxxii, [1], 339 p.  (итал.) (переизд. Bologna, 1972)
- «Истриотские сказки» = Fiabe istriane. / Ediz. critica a cura di Laura Oretti. — Gorizia: Editrice goriziana, 1993. — 220, [1] p. — (Il Biancospino, Collana di testi e studi etnografici, 7)  (итал.)